# Neodikrella disconotata
Neodikrella disconotata är en insektsart som först beskrevs av Henry Fairfield Osborn 1928.  Neodikrella disconotata ingår i släktet Neodikrella och familjen dvärgstritar. Inga underarter finns listade i Catalogue of Life.